# Gimeux
Gimeux ist eine französische Gemeinde mit 727 Einwohnern (Stand 1. Januar 2022) im Département Charente. Die Einwohner nennen sich Gimeusiens oder Gimeusiennes.

## Geografie
Die Gemeinde liegt an der Grenze zum Département Charente-Maritime, acht Kilometer südwestlich der Stadt Cognac. Auf Höhe von Gimeux beginnt der Canal du Né, der kanalisierte Abschnitt des Flusses Né.
Die Nachbargemeinden sind Merpins im Norden, Salles-d’Angles im Osten, Celles im Süden und Ars im Westen.

## Bevölkerungsentwicklung
| Jahr      | 1962 | 1968 | 1975 | 1982 | 1990 | 1999 | 2007 | 2017 |
| --------- | ---- | ---- | ---- | ---- | ---- | ---- | ---- | ---- |
| Einwohner | 346  | 390  | 465  | 686  | 751  | 713  | 716  | 716  |

## Sehenswürdigkeiten
- Kirche Saint-Germain, erbaut im 7. Jahrhundert, renoviert im 15. Jahrhundert
- Eine Kapelle aus dem 17. Jahrhundert
- La Grave, ein Bauernhaus aus dem 19. Jahrhundert mit einem Taubenturm

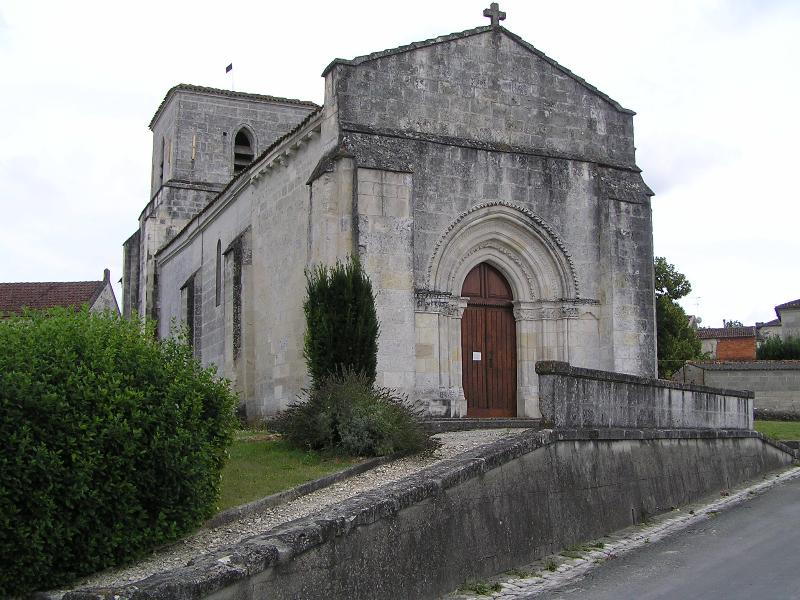
Kirche
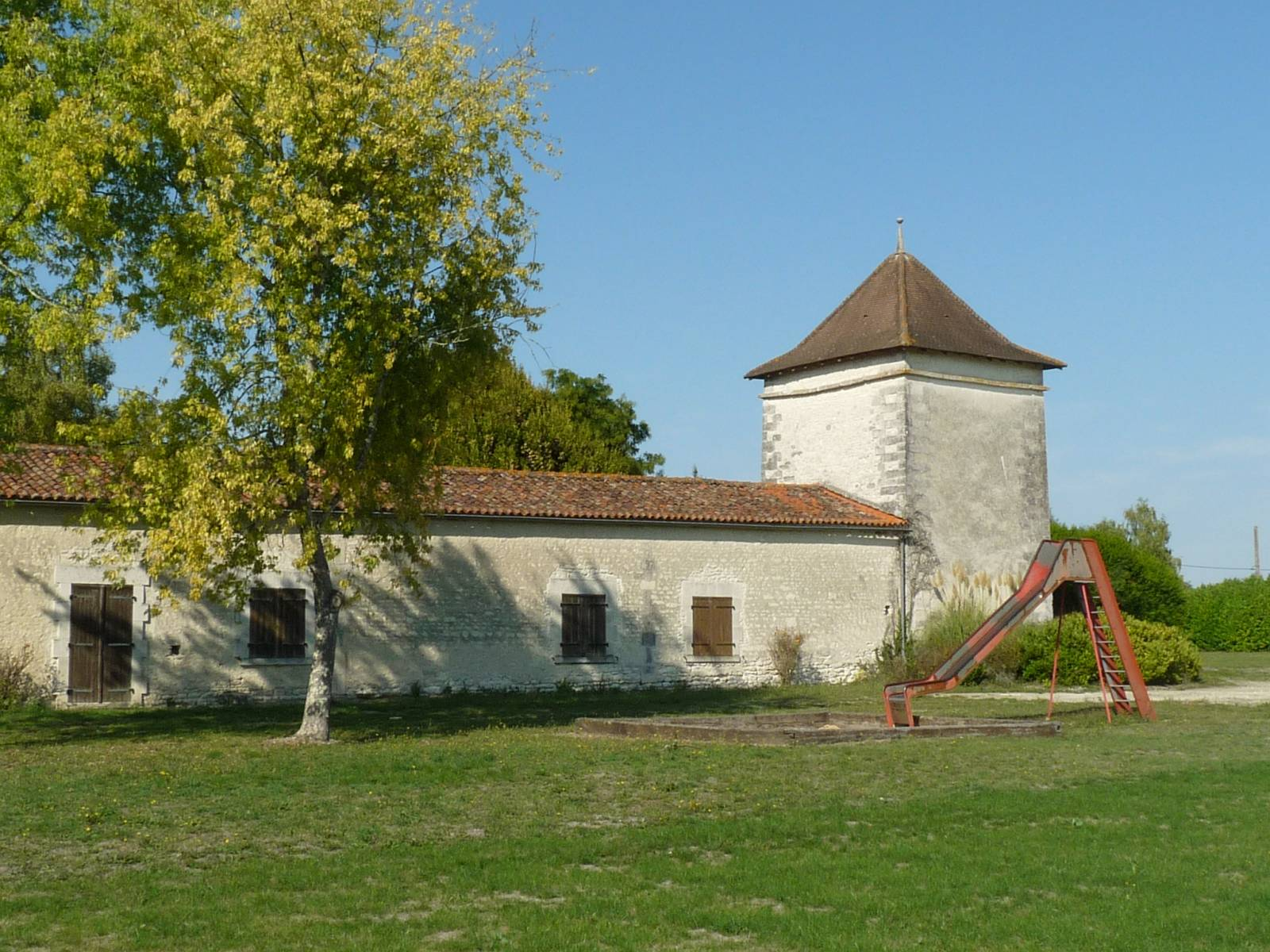
Bauernhaus mit Taubenschlag